# کیم سول-گی
کیم سول-گی (انگلیسی: Kim Seul-gi؛ زادهٔ ۱۰ اکتبر ۱۹۹۱) بازیگر سینما، و کمدین اهل کره جنوبی است. وی از سال ۲۰۱۱ میلادی تاکنون مشغول فعالیت بوده‌است.